# Grup compacte

El cercle de centre 0 i radi 1 en el pla complex és un grup de Lie compacte amb multiplicació complexa.

En matemàtiques, un grup (topològic, sovint sobreentès) compacte és un grup la topologia del qual és compacta. Els grups compactes són una generalització natural dels grups finits amb topologia discreta.
D'ara endavant, assumirem que tots els grups són espais de Hausdorff.

## Grups de Lie compactes
Els grups de Lie formen una classe típica de grups topològics, i els grups de Lie compactes tenen una teoria particularment ben desenvolupada. Els exemples bàsics de grups de Lie compactes inclouen
- El grup del cercle T i el grup del tor Tn,
- Els grups ortogonals O(n), el grup ortogonal especial SO(n), i la seva coberta grup espinorial Spin(n),
- El grup unitari U(n) i el grup unitari especial SU(n),
- El grup simplèctic Sp(n),
- Les formes compactes dels grups de Lie excepcionals: G₂, F₄, E₆, E₇, i E₈.

El teorema de classificació dels grups de Lie compactes declara que aquesta llista d'exemples cobreix, pel que fa a extensions i cobertures finites, tots els casos (incloent-hi algunes redundàncies).

### Classificació
Sigui G un grup de Lie compacte, i G0 la seva component d'identitat amb la qual és connectat, el grup de quocient G/G0 és el grup de components π0(G) que ha de ser finit car G és compacte. Per tant, tenim una extensió finita
{\displaystyle 1\to G_{0}\to G\to \pi _{0}(G)\to 1.\,}
Ara cada grup de Lie compacte i connex G0 té una cobertura finita
{\displaystyle 1\to A\to {\tilde {G}}_{0}\to G_{0}\to 1\,}
on {\displaystyle A\subset Z({\tilde {G}}_{0})} és un grup abelià finit i {\displaystyle {\tilde {G_{0}}}} és el producte d'un torus i un grup de Lie compacte simplement connex K:
{\displaystyle {\tilde {G}}_{0}\cong \mathbb {T} ^{m}\times K.}
Finalment, cada grup de Lie K, compacte i simplement connex', és el producte de grups de Lie simples, compactes i simplement connexos, Ki cadascú del qual és isomorf exactament a un d'aquests casos:
- Sp(n), n ≥ 1
- SU(n), n ≥ 3
- Espín(n), n ≥ 7
- G₂, F₄, E₆, E₇ i E₈

## Mesura de Haar
Tots els grup compactes tenen una mesura de Haar, que és invariant respecte a translacions esquerra i dreta. En altres paraules, aquests grups són unimodulars. La mesura de Haar és fàcilment normalitzada per a esdevenir una mesura de probabilitat, anàlega a dθ/2π al cercle.

## Teoria de representació
La teoria de representació dels grups compactes va ser fundada pel teorema de Peter–Weyl. Hermann Weyl la va completar detallant la teoria de caràcter dels grups de Lie connexos compactes, basats en la teoria del tor màxim. La fórmula de caràcter de Weyl resultant ha estat un dels resultats influents de les matemàtiques de segle xx.